# Chief Minister des Northern Territory

Wappen des Northern Territory

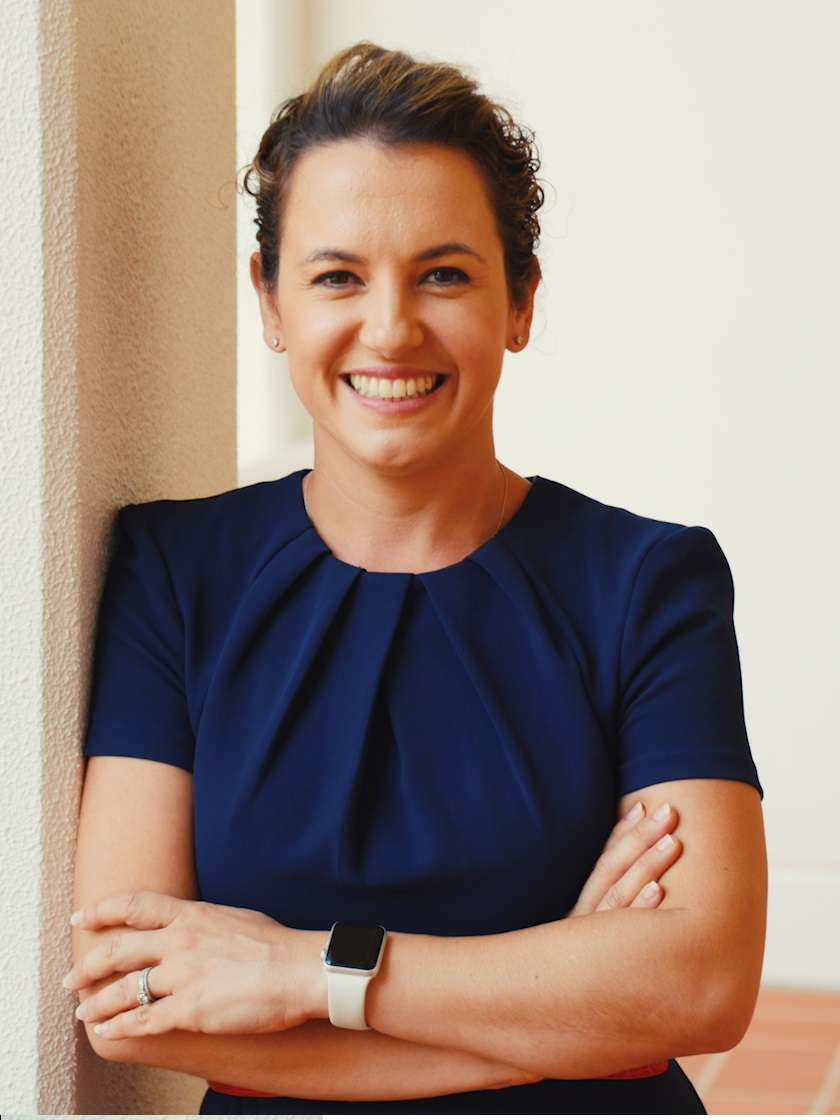
Hon. Lia Finocchiaro ist seit dem 28. August 2024 Chief Minister des Northern Territory.

Der Chief Minister des Northern Territory ist der Regierungschef des australischen Territoriums Northern Territory.

## Überblick
Der Chief Minister wird von dem Administrator des Northern Territory ernannt und ist üblicherweise der Vorsitzende der größten Partei in der Northern Territory Legislative Assembly. In Zeiten einer wesentlichen Krise ist es dem Administrator aber auch möglich, von diesem Vergabekriterium abzurücken.
Da die Northern Territory Legislative Assembly 1974 gegründet wurde, das Northern Territory aber erst 1978 das Selbstverwaltungsrecht erhielt, trugen Goff Letts und sein Nachfolger Paul Everingham (bis 1978) den Titel Mehrheitsführer, hatten aber de facto dieselben Aufgaben wie die späteren Chief Minister.

## Chief Minister
| Nr. | Name                           | Lebensdaten | Partei                 | Amtszeit                            |
| --- | ------------------------------ | ----------- | ---------------------- | ----------------------------------- |
| 1.  | Goff Letts                     | (* 1928)    | Country Liberal Party  | 19. Oktober 1974 – 12. August 1977  |
| 2.  | Paul Everingham                | (* 1943)    | Country Liberal Party  | 12. August 1977 – 17. Oktober 1984  |
| 3.  | Ian Tuxworth                   | (* 1942)    | Country Liberal Party  | 17. Oktober 1984 – 15. Mai 1986     |
| 4.  | Stephen Hatton                 | (* 1948)    | Country Liberal Party  | 15. Mai 1986 – 13. Juli 1988        |
| 5.  | Marshall Perron                | (* 1942)    | Country Liberal Party  | 13. Juli 1988 – 26. Mai 1995        |
| 6.  | Shane Stone                    | (* 1950)    | Country Liberal Party  | 26. Mai 1995 – 8. Februar 1999      |
| 7.  | Denis Burke                    | (* 1948)    | Country Liberal Party  | 8. Februar 1999 – 27. August 2001   |
| 8.  | Clare Martin                   | (* 1952)    | Australian Labor Party | 27. August 2001 – 26. November 2007 |
| 9.  | Paul Henderson                 | (* 1962)    | Australian Labor Party | 26. November 2007 – 29. August 2012 |
| 10. | Terry Mills                    | (* 1957)    | Country Liberal Party  | 29. August 2012 – 14. März 2013     |
| 11. | Adam Giles                     | (* 1973)    | Country Liberal Party  | 14. März 2013 – 31. August 2016     |
| 12. | Michael Gunner                 | (* 1973)    | Australian Labor Party | 31. August 2016 – 10. Mai 2022      |
| 12. | Nicole Manison (kommissarisch) | (* 1979)    | Australian Labor Party | 10. Mai 2022 – 13. Mai 2022         |
| 12. | Natasha Fyles                  | (* 1978)    | Australian Labor Party | 13. Mai 2022 – 21. Dezember 2023    |
| 13. | Eva Lawler                     | (* 1962)    | Australian Labor Party | 21. Dezember 2023 – 26. August 2024 |
| 14. | Lia Finocchiaro                | (* 1984)    | Country Liberal Party  | seit 24. August 2024                |